# Alain Coulange
 (août 2013).
Alain Coulange est un écrivain, critique d’art (membre de l’Association internationale des critiques d’art — AICA France), organisateur d’expositions indépendant français, et galeriste. Il vit et travaille à Paris.

## Biographie
D’origine marseillaise, ses premiers livres ont paru chez Flammarion dans les années 1980. Ses carnets ont été édités par Galilée. Il est notamment l’auteur d’ouvrages sur la photographie publiés par Filigranes et d’un recueil d’essais sur l’art chez L’Harmattan. 
Il a publié les écrits de Niele Toroni, Giulio Paolini, Jacques Villeglé, John Armleder, Olivier Mosset, Helmut Federle, et rédigé les textes des monographies de Christophe Cuzin (Analogues) et de Daniel Schlier (Monografik). Il a plus récemment réalisé des entretiens avec John Cornu, Olivier Mosset, Paul-Armand Gette (ENd éditions), François Ristori (AnyWhere Galerie).
Il a également organisé les expositions Choses incorporelles (Musée des beaux-arts de Libourne, été 2011) et A Day in a Life (Galerie L’Agart, décembre 2012-février 2013). Il réalise l’exposition A promise of change pour l’École d’art Gérard Jacot de Belfort (exposition Hors les murs du Crac Le 19 Montbéliard).
Après avoir été conseiller au Ministère de la culture, directeur d’une école d’art, il a coordonné le programme AnyWhere de 2011 a 2013, et conduit plusieurs projets éditoriaux. Il a dirigé une galerie à son nom à Paris dans le Marais.

## Œuvres (sélection)
- La Terreur, Flammarion, coll. « Textes », 1979
- La Mort Toute, Flammarion, coll. « Textes », 1982
- Comme un cadavre malmené, Flammarion, coll. « Textes », 1983
- Une raison de plus d’aller en enfer, Flammarion, coll. « Textes », 1985
- La dernière conversation, Flammarion, coll. « Textes », 1987
- Histoires naturelles, Journal d’un amateur 1984-1989, Pictura, 1991
- L’Imperfection du monde, avec Marc Camille Chaimowicz, Ulysse fin de siècle, 1994
- Peut-être (Bertrand Lavier, Niele Toroni), Les Presses duRéel, Musée d’art moderne, Saint-Étienne, 1994
- The Spirit of Burgundy, photographs by Ralph Gibson, text by Alain Coulange, Aperture, New York, 1994
- L’Aire de Bourgogne, photographies Ralph Gibson, texte Alain Coulange, Altinea, Paris, 1994
- A Wonderful Life, Les images, photographies de l’auteur, textes de Bernard Plossu, Sixtus / Éditions, 1995
- A Wonderful Life, Carnets 1974-1994, Galilée, 1996
- Considérations simples / Simples considérations, avec Mathieu Bénézet, éditions du Rocher, Collection Manifeste, 1996
- Ou quelque chose de ce genre, avec Bernard Plossu, Tarabuste, 1996
- Giulio Paolini, monographie, Éditions du Regard, 1997
- La ville dort dans la pensée, avec Gérard Traquandi, Tarabuste, 1997
- Avec quoi une photographie peut-elle avoir à faire, dès lorsqu’on la voit ? (note sur deux photographies de Denis Roche), Filigranes, 1998
- La magie sinon rien (remarques sur des images), photographies d’Arnaud Claass, Filigranes, 1999
- L’œil indiscret, L’œuvre comme question, la question comme œuvre, L’Harmattan, coll. « Esthétiques », 2003
- Christophe Cuzin, monographie, Analogues, 2006
- Daniel Schlier, monographie, Monographik, 2009
- Abruption, ENd éditions, 2010
- Catalogue Choses incorporelles, IAC éditions, 2011
- John Cornu, Rendre l’expérience disponible, entretien avec Alain Coulange, ENd éditions, 2011
- Paul Armand Gette, Je n’ai pas été populaire en privilégiant le sexe plutôt que la figure, entretien avec Alain Coulange, ENd éditions, 2011
- Olivier Mosset, Qu’est-ce que voir ?, entretien avec Alain Coulange, End éditions, 2012
- L'œuvre d'art est quelque chose que l'on regarde (3 expositions), AnyWhere Paris, 2013
- Choses seulement faites pour qu'on les regarde, ENd éditions, 2015
- Brouhaha, ENd éditions, 2019